# BRDC International Trophy 1949
De BRDC International Trophy 1949 was een autorace die werd gehouden op 20 augustus 1949 op het circuit van Silverstone in het Engelse Silverstone. De race werd verdeeld in twee heats die de deelnemers voor de finalerace opleverden.

## Uitslag

### Heat 1
| Positie | Rijder                | Ronden | Tijd/opgave |
| ------- | --------------------- | ------ | ----------- |
| 1       | Birabongse Bhanubandh | 20     | 39:00.2     |
| 2       | Alberto Ascari        | 20     | + 0.8       |
| 3       | Reg Parnell           | 20     | + 43.8      |
| 4       | Bob Gerard            | 20     | + 1:56.2    |
| 5       | Cuth Harrison         | 19     | + 1 ronde   |
| 6       | John Horsfall         | 19     | + 1 ronde   |
| 7       | Philippe Étancelin    | 19     | + 1 ronde   |
| 8       | Joe Fry               | 18     | + 2 ronden  |
| 9       | Johnny Claes          | 18     | + 2 ronden  |
| 10      | David Murray          | 18     | + 2 ronden  |
| 11      | Anthony Baring        | 18     | + 2 ronden  |
| 12      | Geoffrey Crossley     | 18     | + 2 ronden  |
| 13      | Richard Haberson      | 17     | + 3 ronden  |
| 14      | Brian Shawe-Taylor    | 11     | + 9 ronden  |
| NF      | Peter Whitehead       |        | Ventiel     |
| NF      | Duncan Hamilton       |        | Oliepijp    |
| NF      | Graham Whitehead      |        |             |
| NF      | Michael Chorlton      |        | Oliepijp    |

### Heat 2
| Positie | Rijder                  | Ronden | Tijd/opgave |
| ------- | ----------------------- | ------ | ----------- |
| 1       | Giuseppe Farina         | 20     | 39:44.4     |
| 2       | Luigi Villoresi         | 20     | + 5.2       |
| 3       | Emmanuel de Graffenried | 20     | + 27.6      |
| 4       | Peter Walker            | 20     | + 1:44.8    |
| 5       | Roy Salvadori           | 19     | + 1 ronde   |
| 6       | Tony Rolt               | 19     | + 1 ronde   |
| 7       | Fred Ashmore            | 19     | + 1 ronde   |
| 8       | David Hampshire         | 19     | + 1 ronde   |
| 9       | Pierre Levegh           | 19     | + 1 ronde   |
| 10      | Geoff Richardson        | 18     | + 2 ronden  |
| 11      | Gordon Watson           | 18     | + 2 ronden  |
| 12      | George Nixon            | 18     | + 2 ronden  |
| 13      | Joe Kelly               | 18     | + 2 ronden  |
| 14      | Geoffrey Ansell         | 18     | + 2 ronden  |
| NF      | Leslie Brooke           |        |             |
| NF      | John Gordon             |        | Oliepomp    |
| NF      | Louis Chiron            |        | Cilinders   |
| DNS     | Raymond Mays            |        |             |

### Finale
| Positie | Rijder                  | Team        | Ronden | Tijd/opgave    |
| ------- | ----------------------- | ----------- | ------ | -------------- |
| 1       | Alberto Ascari          | Ferrari     | 30     | 59:42.6        |
| 2       | Giuseppe Farina         | Ferrari     | 30     | + 1.8          |
| 3       | Luigi Villoresi         | Ferrari     | 30     | + 36.4         |
| 4       | Emmanuel de Graffenried | Maserati    | 30     | + 36.4         |
| 5       | Peter Walker            | ERA         | 30     | + 1:24.2       |
| 6       | Birabongse Bhanubandh   | Maserati    | 30     | + 2:14.0       |
| 7       | Bob Gerard              | ERA         | 29     | + 1 ronde      |
| 8       | Fred Ashmore            | Maserati    | 29     | + 1 ronde      |
| 9       | Cuth Harrison           | ERA         | 28     | + 2 ronden     |
| 10      | Tony Rolt               | Alfa Romeo  | 28     | + 2 ronden     |
| 11      | David Hampshire         | ERA         | 28     | + 2 ronden     |
| 12      | Johnny Claes            | Talbot-Lago | 27     | + 3 ronden     |
| 13      | Pierre Levegh           | Talbot-Lago | 27     | + 3 ronden     |
| 14      | Gordon Watson           | Alta        | 27     | + 3 ronden     |
| 15      | Joe Fry                 | Maserati    | 27     | + 3 ronden     |
| 16      | George Nixon            | ERA         | 27     | + 3 ronden     |
| 17      | Roy Salvadori           | Maserati    | 27     | + 3 ronden     |
| 18      | David Murray            | Maserati    | 26     | + 4 ronden     |
| 19      | Joe Kelly               | Maserati    | 26     | + 4 ronden     |
| 20      | Geoffrey Crossley       | Alta        | 26     | + 4 ronden     |
| 21      | Geoff Richardson        | RRA         | 21     | + 9 ronden     |
| NF      | John Horsfall           | ERA         |        | Fataal ongeluk |